# Julie Lake
 (janvier 2017).
Julie Lake (née à Palo Alto) est une actrice américaine, connue pour jouer la détenue Angie Rice dans la série télévisée Orange Is the New Black depuis 2013.

## Filmographie
- 2013 - 2019 : Orange Is the New Black : Angie Rice (48 épisodes)
- 2013 : Farah Goes Bang (en) : Militante